# 獵者樸麗魚
獵者樸麗魚，為輻鰭魚綱鱸形目隆頭魚亞目慈鯛科的其中一種，被IUCN列為瀕危保育類動物，分布於非洲Nabugabo湖流域，體長可達17.8公分，棲息在泥底質水域，屬肉食性，以魚類及昆蟲等為食，生活習性不明。

## 擴展閱讀
維基物種上的相關：獵者樸麗魚